# Greensboro (Florida)
Greensboro es un pueblo ubicado en el condado de Gadsden en el estado estadounidense de Florida. En el Censo de 2010 tenía una población de 602 habitantes y una densidad poblacional de 230,36 personas por km².

## Geografía
Greensboro se encuentra ubicado en las coordenadas 30°34′12″N 84°44′41″O / 30.57000, -84.74472. Según la Oficina del Censo de los Estados Unidos, Greensboro tiene una superficie total de 2.61 km², de la cual 2.61 km² corresponden a tierra firme y (0%) 0 km² es agua.

## Demografía
Según el censo de 2010, había 602 personas residiendo en Greensboro. La densidad de población era de 230,36 hab./km². De los 602 habitantes, Greensboro estaba compuesto por el 39.2% blancos, el 27.57% eran afroamericanos, el 0% eran amerindios, el 0% eran asiáticos, el 0% eran isleños del Pacífico, el 29.57% eran de otras razas y el 3.65% pertenecían a dos o más razas. Del total de la población el 49.34% eran hispanos o latinos de cualquier raza.